# August Dieckmann (Generalmajor)
Theodor August Dieckmann (* 22. Juli 1832 in Trier; † 20. Januar 1908) war ein preußischer Generalmajor.

## Leben

### Herkunft
Er war der Sohn eines preußischen Majors a. D. und dessen Ehefrau Maria, geborene Verwer.

### Militärkarriere
Nach seiner Erziehung im elterlichen Hause sowie dem Besuch der Kadettenanstalten in Bensberg und Berlin wurde Dieckmann am 27. April 1852 als Sekondeleutnant dem 28. Infanterie-Regiment der Preußischen Armee überwiesen. Von August 1856 bis Ende April 1860 fungierte er als Adjutant des I. Bataillons und wurde zwischenzeitlich am 30. Juni 1859 Premierleutnant. Als solcher war Dieckmann vom 7. Juli 1860 bis zum 31. Januar 1863 Regimentsadjutant. Mit seiner Beförderung zum Hauptmann folgte am 14. Februar 1863 die Ernennung zum Kompaniechef. In dieser Eigenschaft nahm Dieckmann 1866 während des Krieges gegen Österreich an den Schlachten bei Münchengrätz und  Königgrätz. Sein Verhalten bei Königgrätz wurde durch die Verleihung des Roten Adlerordens IV. Klasse mit Schwertern gewürdigt.
Zu Beginn des Krieges gegen Frankreich führte Dieckmann seine Kompanie am 18. August 1870 in der Schlacht bei Gravelotte. Dafür erhielt er das Eiserne Kreuz II. Klasse und war für den Rest des Krieges vom 28. September 1870 bis zum 20. Januar 1871 Kompanieführer beim Ersatz-Bataillon. Nach dem Frieden von Frankfurt avancierte Dieckmann im Februar 1872 zum Major und wurde Ende Dezember 1872 zum Kommandeur des II. Bataillons ernannt. In dieser Eigenschaft folgte am 18. April 1878 die Beförderung zum Oberstleutnant. Dieckmann wurde schließlich am 20. Juli 1882 nach Metz versetzt, zum Kommandeur des seinerzeit noch dort stationierten 3. Rheinischen Infanterie-Regiments Nr. 29 ernannt sowie am 13. September 1882 zum Oberst befördert. Für seine Leistungen in der Truppenführung erhielt Dieckmann anlässlich des Ordensfestes 1884 den Roten Adlerorden III. Klasse mit Schwertern am Ringe. 
In Genehmigung seines Abschiedsgesuches wurde Dieckmann am 6. Juli 1886 mit der gesetzlichen Pension und der Erlaubnis zum Tragen der Regimentsuniform zur Disposition gestellt. Nach seiner Verabschiedung verlieh ihm Wilhelm I. am 4. September 1886 noch den Kronenorden II. Klasse sowie am 15. Januar 1888 den Charakter als Generalmajor.

### Familie
Dieckmann war mit Henriette, geborene Hasse verheiratet. Ein Sohn stand 1890 als Sekondeleutnant im 7. Rheinischen Infanterie-Regiment Nr. 69.